# Bäckerhaus (Eppingen)

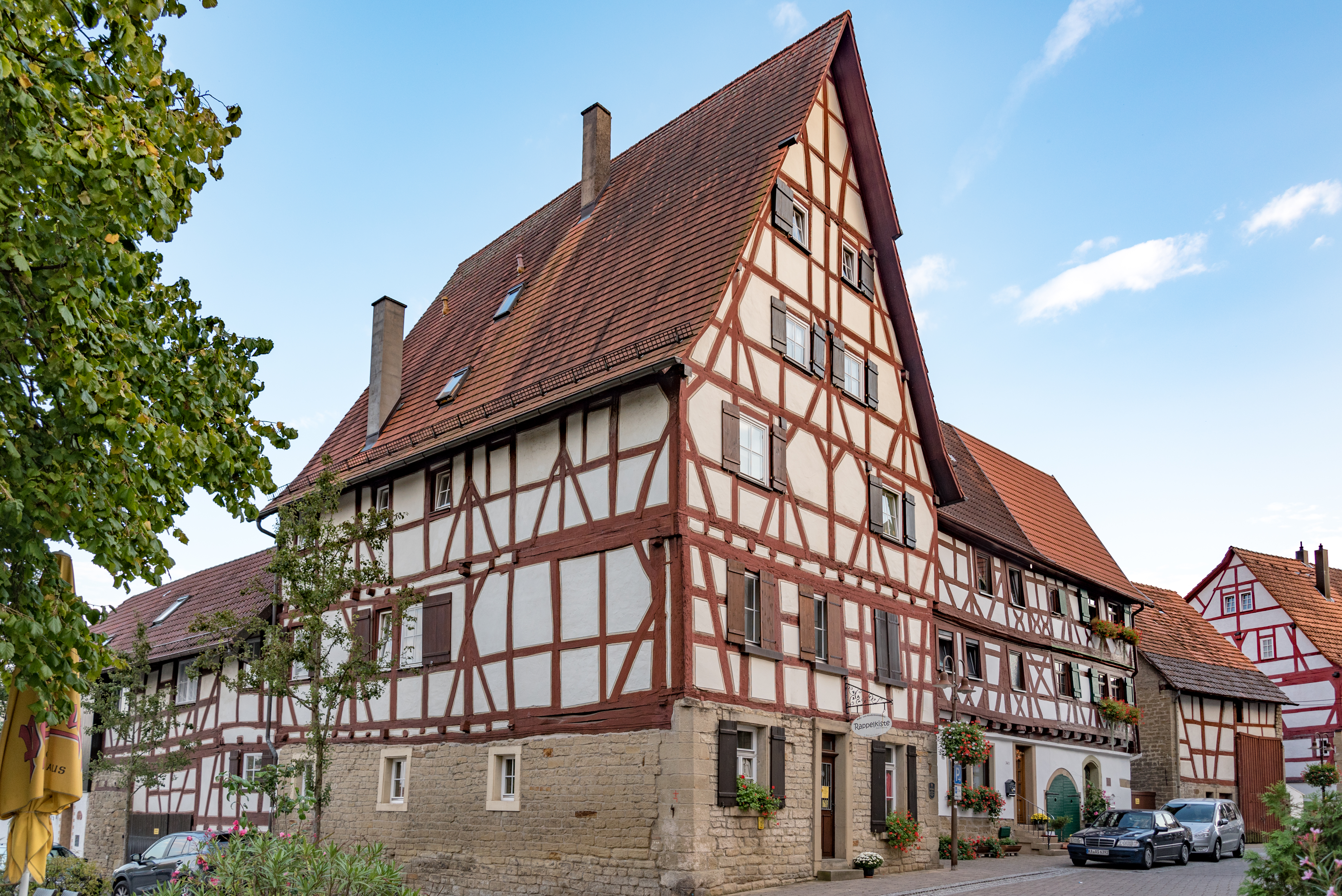
Bäckerhaus in Eppingen

Das Bäckerhaus in Eppingen, einer Stadt im Landkreis Heilbronn im nördlichen Baden-Württemberg, ist das älteste bisher bekannte Fachwerkhaus im Kraichgau. Es steht in der Altstadtstraße Nr. 36 und ist als Kulturdenkmal geschützt.

## Baubeschreibung
Dendrochronologische Untersuchungen haben ergeben, dass das Fachwerkhaus um 1412 erbaut wurde. Die übliche Konstruktion des späten Mittelalters war der Firstständerbau mit langen, kräftigen Hölzern. Hier, in der neuen Stockwerksbauweise, wurden schlanke Hölzer verwendet; es kann also vermutet werden, dass in den Wäldern damals keine kräftigen langen Stämme geschlagen werden konnten. Der Stockwerksbau zeichnet sich durch nur stockwerkshohe Wände im Außenwandgefüge aus, für die kurze, schlanke Hölzer in geringem Abstand Verwendung fanden. Ebenso neu sind die alemannischen Fenstererker mit vorstehenden Fensterrahmungen und die stockwerkshohen, überblattenden Streben. Der hier angewandte Schwäbische Mann entstand in der ersten Hälfte des 15. Jahrhunderts. Nur die rechte Traufseite des Erdgeschosses ist als Fachwerk ausgeführt, die anderen Seiten sind mit Hausteinen aus heimischem Sandstein gemauert. In den drei Dachstöcken sind noch viele ursprüngliche Teile vorhanden.